# Омурбеков, Токторбек Наматбекович
Токторбек Наматбекович Омурбеков (кирг. Токторбек Наматбек уулу Өмүрбеков (Өмүрбектегин); 27 марта 1955, Кара-Суу, Тянь-Шанская область — 30 июля 2019, Бишкек) — киргизский историк, педагог, доктор исторических наук (2004), профессор кафедры всеобщей истории КНУ им. Ж. Баласагына (2000). Заслуженный работник образования Киргизской республики (2011).

## Биография
В 1973—1978 годах изучал историю в Киргизском национальном университете под руководством профессора, члена-корреспондента Национальной академии А. Х. Хасанова. С отличием окончил исторический факультет КНУ, затем заочно аспирантуру.
С 1978 года — преподаватель кафедры всеобщей истории КНУ им. Ж. Баласагына, с 1992 года — доцент, профессор (с 2000).
В 1994—2000 годах работал на кафедре истории стран Азии и Африки КНУ. В 2001—2008 годах — декан исторического факультета; в 2006 — проректор по воспитательной работе КНУ.
В 2008—2009 годах работал в качестве директора Национального центра научных и образовательных исследований.
Заслуженный работник образования Киргизской республики (2011). Кандидатскую диссертацию защитил в 1986 г. , доктор исторических наук с 2004 года.
До смерти работал профессором кафедры всеобщей истории КНУ им. Ж. Баласагына.

## Научная деятельность
Автор 180 научных работ, учебно-методических статей (в том чмсле опубликованных в китайских, российских, турецких, английских и немецких научных изданий, а также 6 монографий, более 15 учебников и учебных пособий в области истории Киргизии и Центральной Азии.

## Избранные труды
- Өмүрбеков Т. Н. Кыргыз тарыхы: Улуу инсандары / Илимий ред. К. С. Молдокасымов, Т. К. Чоротегин. — Бишкек: Турар, 2018. — 448 бет. — «Мурас» фонду. — «Тарых жана мурас» түрмөгү. — ISBN 978-9967-15-850-4.
- Өмүрбеков Т. Н. Эл башылар, эрендер жана эл тарыхы: (Тарыхий очерктер) / Жооптуу ред. Т. К. Чоротегин. — Бишкек: Макспринт, 2014. — 228 бет. — «Мурас» фонду. — «Тарых жана мурас» түрмөгү. -
- Өмүрбеков Т. Н. Улуу инсандардын Кыргызстандын тарыхындагы ролу жана орду: (19-к. ортосу — 20-к. башы). — Бишкек: Бийиктик, 2003. — 288 бет. — ISBN 9967-13-064-3.
- Өмүрбеков Т. Н. Атаке баатыр баяны (Тарыхий очерк). — Б.: Бийиктик, 2005. 10 б.т.
- Өмүрбеков Т. Н. Боромбай (Тарыхий очерк). — Б.: АРХИ, 2003. 4 б.т.
- Өмүрбеков Т. Н. Жантай жана Жангарач (Тарыхий очерк). — Б., 2006. 7б.т.
- Омурбеков Т. Н. Эпос «Манас» и взаимосвязи кыргызов с соседними народами // Эпос «Манас» как историко-этнографический источник. Тезисы международного научного симпозиума, посвященного 1000-летию эпоса «Манас». — Бишкек, 1995. — С. 62-64.
- Өмүрбектегин Т. Н., Чоротегин Т. К. Түндүк Кыргызстандын Орусияга каратылышы. — Бишкек: «Учкун» концерни, 1992. — 24 бет. — (Кыргызстан Жаш Тарыхчылар Жамааты. «Кыргыз таануучунун китеп текчесине»).

## Награды
- Отличник образования Киргизской республики
- Памятная золотая медаль «Манас-1000»
- Премия Киргизского исторического общества (1996)
- Заслуженный работник образования Киргизской республики (2011)
- Медаль «Данк» (2016)
- почётный профессор КНУ (2018)[2].